# Augustus Vincent Tack
Augustus Vincent Tack   (Pittsburgh, 9 de novembre de 1870 - Nova York, juliol 1949) va ser un pintor estatunidenc de retrats, paisatges i abstraccions.

## Biografia
Tack va néixer a Pittsburgh, Pennsilvània i es va traslladar amb la seva família a Nova York el 1883. Després de graduar-se en el St. Francis Xavier College a Nova York en 1890, Tack va estudiar en la Lliga d'Estudiants d'Art de Nova York fins a 1895. Es creu que va freqüentar l'estudi del pintor i dissenyador de vitralls John La Farge, el retrat del qual va pintar al voltant de 1900. Va fer la seva primera exposició en solitari en les Galeries Kraushaar de Nova York el 1896. A l'any següent es va mudar a una colònia d'artistes a Deerfield, Massachusetts, on va conèixer i després es va casar amb Agnes Gordon Fuller, filla de l'artista George Fuller.

## Carrera professional
Tack va mantenir un estudi a Nova York des del 1894 fins al final de la seva vida. Va fer exposicions freqüents a les galeries de la ciutat de Nova York. Des de 1900 fins a la dècada de 1920, la seva obra es va mostrar regularment al Worcester Art Museum, a les exposicions Carnegie International de Pittsburgh i a la Pennsylvania Academy of the Fine Arts de Filadèlfia. Va ensenyar a l'Art Students League de Nova York entre 1906 i 1910 i a la Universitat Yale de 1910 a 1913. També va compartir estudi amb el seu amic, l'artista Will Hutchins, a Deerfield, Massachusetts, durant aquells anys d'aprenentatge. Entre 1914 i 1915 la seva obra va atreure l'atenció del col·leccionista i crític d'art de Washington DC Duncan Phillips, que es va convertir en el seu amic íntim i patró principal. Phillips i Tack també van col·laborar en l'organització del Saló de la Guerra dels Aliats de 1918. Tack va morir el 1949 a la ciutat de Nova York.

## Estil
Els retrats i murals de Tack eren d’estil tradicional, però també va pintar paisatges místics semiabstractes i obres abstractes sobre temes espirituals. Aquestes pintures, exploracions subjectives i poètiques de la natura que comportaven suggeriments d’intemporalitat i espiritualitat, van fracassar comercialment. Time and Timelessness és un exemple, que mostra l'estil de Tack de contrastar les qualitats abstractes de la seva obra amb aspectes figuratius, en aquest cas els núvols. La pintura es considera "una reelaboració contemporània de l'idealisme heroic del segle XIX".
Tot i que Tack va continuar pintant retrats convencionals i murals d’inspiració clàssica durant la resta de la seva carrera, els seus èxits més originals són les seves pintures de paisatge semiabstracte, moltes de les quals s'inspiraven en fotografies del paisatge de l’oest americà. Aquests van ser executats gairebé exclusivament per a Phillips. A partir de 1941, Tack va mantenir un estudi a Washington DC, on va produir retrats de líders polítics i militars, inclosos Eisenhower i Truman, mentre continuava pintant les seves abstraccions poètiques.
Tot i que les abstraccions de Tack a The Phillips Collection s'assemblen a les pintures de Clyfford Still i d'altres pintors expressionistes abstractes més coneguts, les seves obres són desconegudes; és considerat un important precursor de l'expressionisme abstracte americà, encara que només un actor menor.
El Museu d'Art de Brooklyn, els Museus d'Art de la Universitat Harvard, el Museu d'Art d'Honolulu, el Metropolitan Museum of Art, la National Gallery of Art, Washington DC, The Phillips Collection, Washington DC i el Telfair Museum of Art (Geòrgia) són les col·leccions públiques que contenen obres d’Augustus Vincent Tack.